# Эронсон, Бренден
Бренден Расселл Эронсон (англ. Brenden Russell Aaronson; род. 22 октября 2000, Медфорд, Нью-Джерси) — американский футболист, полузащитник клуба «Лидс Юнайтед» и сборной США.

## Клубная карьера

### Ранние годы
Бренден Эронсон родился 22 октября 2000 года в семье Джанелл и Расти Эронсонов, и рос в штате Нью-Джерси со своим братом Пакстеном и сестрой Джейден. В детстве тренировался под руководством отца. Несколько лет занимался в футбольном клубе «Медфорд», пока его отец не основал команду «Реал Джерси». В 13 лет присоединился к академии клуба «Филадельфия Юнион». Для этого он переехал в штат Пенсильвания, где посещал частную старшую школу YSC Academy, ориентированную на игроков молодёжного состава «Филадельфии Юнион».
Уже в сезоне 2015/16 регулярно выступал за юношеские команды «Филадельфии» до 15 и до 16 лет, хотя и не всегда в стартовом составе. В том сезоне он провёл 18 игр регулярного сезона и 2 игры плей-офф. В сезоне 2016/17 стал регулярным игроком стартового состава, сыграв в 20 матчах регулярного сезона и отметившись 6 голами. В плей-офф провёл 3 игры и забил 1 гол. Также сыграл 5 матчей за команду до 17 и до 18 лет.

### «Бетлехем Стил»
После окончания плей-офф сезона 2016/17 тренер академии «Филадельфии» организовал просмотр в фарм-клубе команды — «Бетлехем Стил», выступавшем в ЮСЛ. Произведя хорошее впечатление, 16-летний Эронсон попал в заявку на матч против «Питтсбург Риверхаундс». Из-за травмы полузащитника Криса Уингейта на 39-й минуте, вышел на замену и дебютировал в профессиональном футболе. После этого Бренден Эронсон подписал с клубом любительский неоплачиваемый контракт, что дало ему возможность заниматься футболом в университете по окончании старшей школы. Будучи футболистом на профессиональном контракте, он бы лишился такой возможности.
Эронсон часто появлялся на скамейке запасных в течение сезона и во второй раз вышел на замену в августе в проигранном матче против «Шарлотт Индепенденс». До конца сезона провёл ещё четыре игры регулярного сезона и 1 игру плей-офф, впервые выйдя в стартовом составе 30 сентября в матче против «Тампы-Бэй Раудис». Параллельно с выступлениями за «Бетлехем» продолжал появляться на поле в матчах юношеских команд «Филадельфии».
В сезоне 2018 года продолжил выступать на любительском контракте и рассматривал пять университетов для дальнейшего обучения (Индиана, Питтсбург, Стэнфорд, Джорджтаун и Уэйк-Форест). В начале сезона играл мало и был вынужден набираться практики в юношеских командах «Филадельфии». Начиная с 20-го тура стал нерегулярно использоваться в качестве атакующего полузащитника. В своём первом матче, проведённом от начала и до конца, Эронсон забил первый гол в профессиональной карьере в ворота «Атланты Юнайтед 2». Несмотря на это, игрок так и не стал постоянным игроком основы и провёл 16 матчей в сезоне, отметившись 1 голом и 5 голевыми передачами. Также сыграл 2 матча в плей-офф.

### «Филадельфия Юнион»

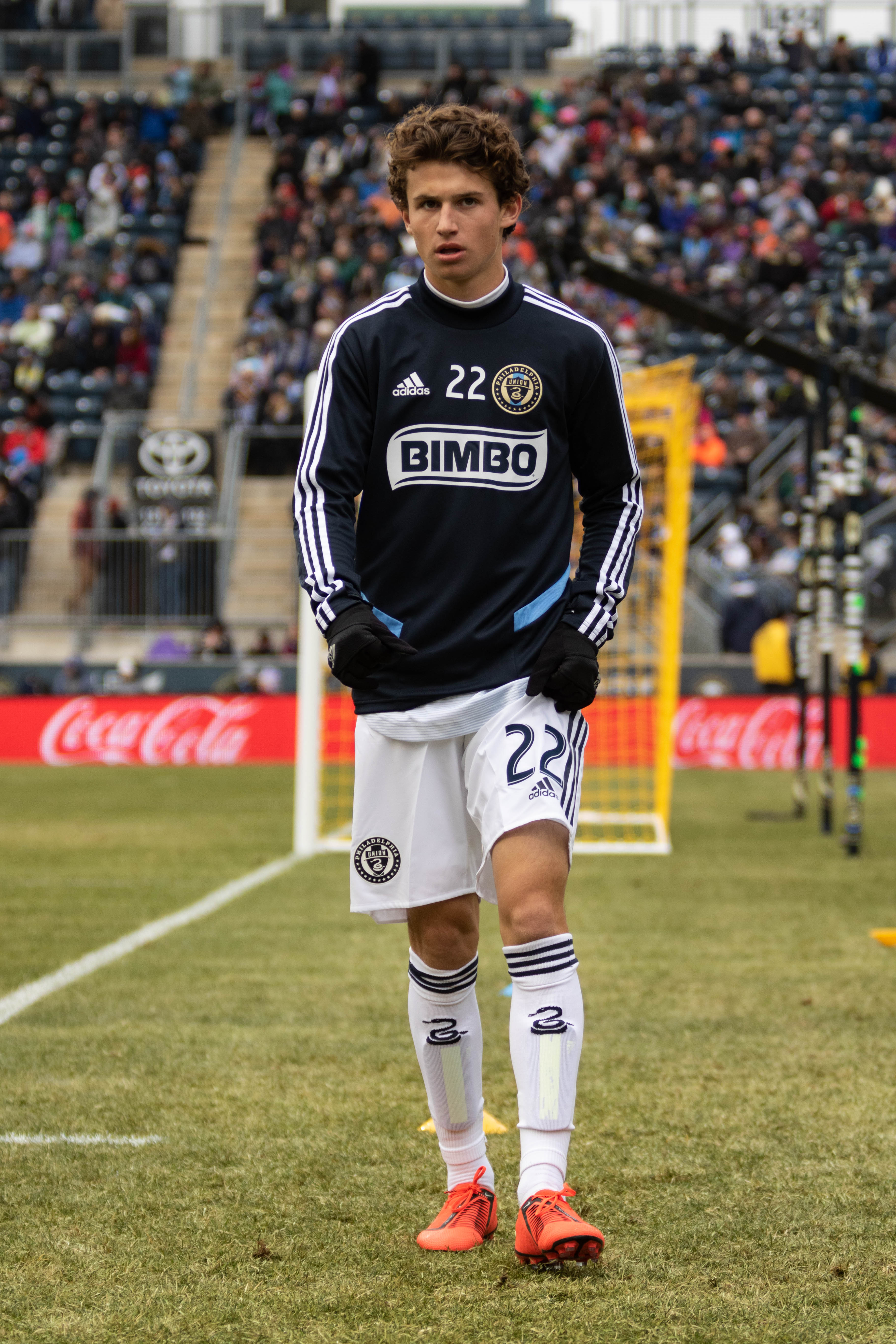
Эронсон в составе «Филадельфии» в марте 2019 года.

В ноябре 2017 года сообщил об устной договорённости об обучении в университете Индианы и выступлениях за их футбольную команду с 2019 года. Однако в сентябре 2018 года подписал профессиональный трёхлетний контракт с «Филадельфией Юнион» начиная с сезона 2019, таким образом отказав университету Индианы и лишившись возможности выступления за их студенческую команду. 17 марта 2019 года в дебютном матче в MLS забил первый гол за команду против «Атланты Юнайтед». Будучи изначально игроком запаса, благодаря травмам и удалениям партнёров быстро зарекомендовал себя в основе, выступая в роли «десятки» и полузащитника «бокс-ту-бокс».
По окончании первого сезона в MLS, в котором забил 3 гола и сделал 2 голевые передачи, стал вторым в голосовании за награду новичку года в MLS. Среди всех кандидатов на награду Эронсон был самым молодым.
Сезон 2020 стал для Эронсона прорывным, в котором он провёл 31 матч во всех турнирах и забил 4 гола. Благодаря своим выступлениям игрок попал в символическую сборную сезона MLS и турнира MLS is Back. Команда была лучшей в регулярном сезоне, удостоившись награды Supporters’ Shield.

### «Ред Булл» Зальцбург
После продолжительных слухов в октябре 2020 года было объявлено, что по окончании сезона Эронсон перейдёт в австрийский «Ред Булл» в январе 2021 года. «Филадельфия» сообщила, что сумма трансфера станет рекордной для американского доморощенного игрока в MLS. Согласно прессе, сумма сделки составила 6 миллионов долларов и 3 миллиона в качестве бонусов. 25 января 2021 года дебютировал за новый клуб, выйдя на замену против «Райндорф Альтах». 10 февраля 2021 года забил свой первый и победный в матче гол против «Аустрии» (Вена). Всего за половину сезона забил 6 голов в 20 матчах австрийской Бундеслиги. По итогам сезона выиграл с командой чемпионат и кубок страны. В кубке отметился голом в полуфинале против «Штурма» и в финале против «ЛАСКа».
В сезоне 2021/22 провёл 26 игр в чемпионате, забил 4 гола, и повторно сделал дубль, выиграв чемпионат и кубок Австрии. В Лиге чемпионов помог команде дойти до 1/8 финала, выйдя во всех 8 матчах турнира в стартовом составе.

### «Лидс Юнайтед»

#### Сезон 2022/23
26 мая 2022 года «Лидс Юнайтед» сообщил о приобретении Эронсона, который подписал пятилетний контракт с клубом, начиная с 1 июля. Sky Sports сообщил о сумме трансфера размером в 24,7 миллионов фунтов. В новом клубе воссоединился с соотечественником Джесси Маршем, который ранее привёл его в Зальцбург. Дебютировал за «Лидс» в первом матче сезона, в котором команда дома обыграла «Вулверхэмптон Уондерерс» (2:1). 21 августа забил первый гол в Премьер-лиге в матче против «Челси» (3:0), воспользовавшись ошибкой Эдуара Менди. По итогам сезона «Лидс» вылетел в Чемпионшип.

#### Сезон 2023/24. Аренда в «Унион» Берлин
9 июля 2023 года перешёл на правах аренды в берлинский «Унион». За новый клуб впервые сыграл в первом матче сезона Бундеслиги против «Майнц 05» (4:1). По ходу сезона появлялся на поле нерегулярно, чаще всего выходя на замену. Дебютный мяч за «Унион» забил 17 февраля 2024 года после передачи Йорбе Вертессена, принеся берлинцам победу над «Хоффенхаймом».

## Карьера в сборной
1 февраля 2020 года в товарищеском матче против сборной Коста-Рики Эронсон дебютировал за сборную США. 10 декабря в поединке против сборной Сальвадора Бренден забил свой первый гол за национальную команду.

### Голы за сборную США
| # | Дата            | Место                                             | Противник  | Результат | Счет | Соревнование                     |
| - | --------------- | ------------------------------------------------- | ---------- | --------- | ---- | -------------------------------- |
| 1 | 10 декабря 2020 | Драйв Пинк Стэдиум, Форт-Лодердейл, США           | Сальвадор  | 6:0       | 6:0  | Товарищеский матч                |
| 2 | 25 марта 2021   | Винер-Нойштедтер Штадион, Винер-Нойштадт, Австрия | Ямайка     | 2:0       | 4:1  | Товарищеский матч                |
| 3 | 9 июня 2021     | Рио Тинто Стэдиум, Сэнди, США                     | Коста-Рика | 1:0       | 4:0  | Товарищеский матч                |
| 4 | 5 сентября 2021 | Ниссан-стэдиум, Нашвилл, США                      | Канада     | 1:0       | 1:1  | Чемпионат мира 2022 квалификация |
| 5 | 8 сентября 2021 | Олимпико Метрополитано, Сан-Педро-Сула, Гондурас  | Гондурас   | 1:3       | 1:4  | Чемпионат мира 2022 квалификация |
| 6 | 1 июня 2022     | Ти-кью-эл Стэдиум, Цинциннати, США                | Марокко    | 1:0       | 3:0  | Товарищеский матч                |

## Достижения

### Клубные
«Филадельфия Юнион»
- Обладатель Supporters’ Shield — 2020

«Ред Булл» (Зальцбург)
- Победитель австрийской Бундеслиги — 2020/21, 2021/22
- Обладатель Кубка Австрии — 2020/21, 2021/22

«Лидс Юнайтед»
- Победитель Чемпионшипа Английской футбольной лиги: 2024/25

### Международные
США
- Победитель Лиги наций КОНКАКАФ: 2019/20[30], 2022/23

## Личная жизнь
Младший брат Пакстен Эронсон также является профессиональным футболистом.